# Kieru
Kieru är en ort i Eritrea.   Den ligger i regionen Gash-Barkaregionen, i den västra delen av landet, 190 km väster om huvudstaden Asmara. Kieru ligger 668 meter över havet och antalet invånare är 596.
Terrängen runt Kieru är kuperad åt sydost, men åt nordväst är den platt. Runt Kieru är det mycket glesbefolkat, med 5 invånare per kvadratkilometer. Omgivningarna runt Kieru är i huvudsak ett öppet busklandskap.